# 乳酸乳球菌
乳酸乳球菌（拉丁语：Lactococcus lactis）是一种广泛用于生产酪浆和奶酪的革兰氏阳性菌 ，亦是第一个被基因改造、活体使用于治疗人类疾病的生物。其为卵形的球菌，以成对的短链分组。取决于增长的条件，长度在0.5-1.5微米之间。它是内生孢子，不会向外产生孢子，亦不具有能动性。
乳酸乳球菌拥有一种自发酵的新陈代谢方式，可以通过糖类产生乳酸。据报告，它能够产生独特的L-(+)-乳酸 ，在pH值较低的环境下也能生成D-(−)-乳酸 。正是这种可以产生乳酸的特性使其成为乳制品企业中最重要的微生物之一。由于其运用在食物发酵上已有较长的历史，它获得了公认安全 （GRAS）的评价 ，而鲜少有成为潜在病原体的报告。
乳酸乳球菌在生产如酪浆和奶酪等奶制品时具有至关重要的地位。当它的L. l. lactis亚种被添加進牛奶时，它会使用酶从乳糖中产生能量分子（ATP），在此过程中产生副产物——乳酸。它会凝结牛奶，使其分离以形成凝乳，在生产中再使之进一步变成奶酪 。另外已有报告的乳酸乳球菌的其他用途还包括：泡菜、啤酒、葡萄酒、几种面包和其他发酵食品，诸如豆奶、乳酒、酪浆等 。它是人们在遗传学、新陈代谢和生物多样性上了解最细緻的低GC含量的革兰氏阳性菌之一。
乳酸乳球菌主要是从乳制品环境或植物材料中分离得出。乳制品环境中的分离是从植物分离所进化而来：一道工序使得不在富饶的牛乳环境中具有优势的基因要么从此消失，要么被限制表达。这一工序也叫做基因组侵蚀或还原性进化，也于其他数种乳酸菌中可见。在实验室中，植物分离之后的乳酸菌培养株在实验模拟下经历长时间的进化，最终达到预计的乳制品环境中分离的结果。与比较基因组学得到的结果（参见之前的参考文献）一致的是，乳酸乳球菌中在牛奶里可有可无的基因消失或被限制表达，而有助于肽运输的基因的表达反而被扩大了。
Meulen等人在编号为MG1363的乳酸乳球菌里发现了数以百计的新型小RNA，其中一个（LLnc147）显示出与碳吸收和新陈代谢有关。

## 奶酪的生产
乳酸乳球菌的亚种L. l. lactis（之前被叫做乳链球菌）被使用在许多奶酪（包括布里、卡芒贝尔、切达、考尔比、格吕耶尔、帕马森和罗克福）生产的早期阶段。美国奶酪产量第一的威斯康星州州议会在2010年曾投票决定乳酸乳球菌为法定的“象征州的微生物”。 此为第一个也是唯一一个通过州立法来指定某一象征州的微生物的例子 ，但是却未被国家参议院通过。该法案在2009年以第556号议会法案的名义，由议员赫布尔（Hebl）、弗鲁温克（Vruwink）、威廉斯（Williams）、帕什（Pasch）、达努（Danou）和菲尔兹（Fields）联署，参议员泰勒（Taylor）共同赞助，并于2010年5月15日在州议会通过，4月28日被参议院否决。
乳酸乳球菌的使用也还是给乳制品工厂带来了问题。直接针对乳酸乳球菌的噬菌体会阻止对牛奶基质的完全新陈代谢（从而使乳酸不能产生，工厂生产失败），每年带来较大的经济损失。一些流行病学研究指出，与乳酸乳球菌相关的噬菌体主要都是长尾噬菌体科的936、c2和P335这几种。

## 乳酸乳球菌的好处
Shuichi Nakamura、Yusuke V. Marimoto以及Seishi Kudo在他们的研究中试图证明乳酸乳球菌所产生的某些发酵可以抑制致病细菌的能动性。使用沙门氏菌为实验组，他们的团队发现，乳糖发酵的某一产物（醋酸盐）能够干扰沙门氏菌鞭毛的旋转运动，并导致其失去能动性。
而在另一项由Zhang B.领导的研究中，研究人员创造了一株含有可抑制肿瘤转移的肽（称为KISS1）的质粒的乳酸乳球菌株，再次展示了乳酸乳球菌如何可被用来治疗疾病。此菌株构建的成功促进了对癌细胞转移和扩大的抑制，体现了乳酸乳球菌分泌这一特定肽的特质为将来癌症治疗带来了新的希望。